# Église d'Angelniemi
L'église d'Angelniemi (en finnois : Angelniemen kirkko) est une église en bois située à Kimitoön en Finlande.

## Description
L'église construite en 1772 sur les plans de Matti Åkerblom offre 250 places. Dans la tour ouest il y a trois cloches mises en service en 1738, 1824 et 1844.
Le retable, peint par Alexandra Frosterus-Såltin en  1897, représente la Transfiguration.
La direction des musées de Finlande a classé l'église et son paysage culturel dans les sites culturels construits d'intérêt national. 